# Hugo Höllenreiner
Hugo Höllenreiner, teljes nevén Hugo Adolf Höllenreiner (München, 1933. szeptember 15. – Ingolstadt, 2015. június 10.) szintó cigány, a roma holokauszt (porajmos) túlélője.

## Élete
Szülei azért választották fiuknak középső névként Adolfot, hogy megvédjék az erősödő náci veszélytől. Hugót 1943. március 16-án mégis deportálták Auschwitz-Birkenauba, ahol Josef Mengele kísérletezett rajta. Ezután ravensbrücki, majd a mauthauseni koncentrációs táborba került, végül pedig Bergen-Belsenbe szállították tovább. Rajta kívül mind az öt testvére és szülei is túlélték a holokausztot. Az 1990-es években Németországban rengeteg előadást tartott emlékeiről.

## Fordítás
- Ez a szócikk részben vagy egészben  a   Hugo Höllenreiner című angol Wikipédia-szócikk fordításán alapul.  Az eredeti cikk szerkesztőit annak laptörténete sorolja fel. Ez a jelzés csupán a megfogalmazás eredetét és a szerzői jogokat jelzi, nem szolgál a cikkben szereplő információk forrásmegjelöléseként.